# Pyramide von Seila

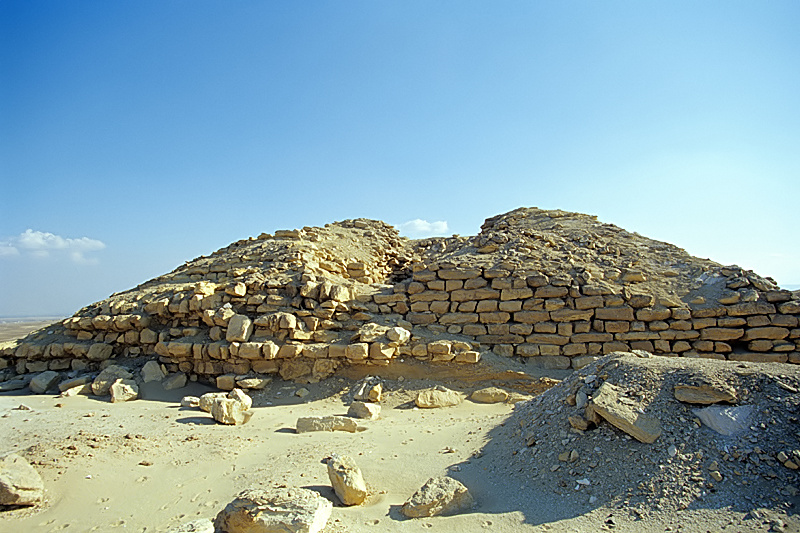
Nordseite der Pyramide von Seila

Die Pyramide von Seila gehört zusammen mit den Pyramiden in Edfu-Süd, Elephantine, El-Kula, Ombos, Saujet el-Meitin und Sinki zu einer Gruppe von insgesamt sieben ähnlichen kleinen Stufenpyramiden, die alle fernab der großen Zentren Ägyptens errichtet wurden und über die wenig bekannt ist. Sie befindet sich auf einem Gebirgszug zwischen dem Fayyum und dem Niltal, etwa 6 km nördlich der Bahnlinie von Wasta nach Madinat al-Fayyum. Ihr Erbauer war vermutlich Pharao Snofru, der Begründer der 4. Dynastie. Entdeckt wurde sie 1889/1890 von William Matthew Flinders Petrie und 1898 erneut von Ludwig Borchardt aufgesucht.

## Daten
Die Pyramide hat eine Seitenlänge von etwa 25 Metern und erreicht heute noch eine Höhe von 6,50 bis 6,80 Meter. Sie ist nicht genau nach den Himmelsrichtungen ausgerichtet, sondern weicht um etwa 12° nach Nordwesten ab. Grund für diese Abweichung ist eventuell, dass das Bauwerk wie die Pyramiden in Elephantine, Ombos und Saujet el-Meitin nach dem Lauf des Nils ausgerichtet ist, was sich durch die große Entfernung zum Fluss aber nur schwer nachprüfen lässt. Die Pyramide hatte ursprünglich vier Stufen und besteht aus drei Schalen, die um einen inneren Kern angeordnet sind. Als Baumaterial diente lokaler Kalkstein, als Mörtel wurde eine Mischung aus Nilschlamm und Sand verwendet. Ein Kammersystem scheint nicht vorhanden zu sein.

## Erbauung und Funktion
1987 wurden an der Ostseite der Pyramide Fragmente eines Opfertisches, zwei Stelen und Reste eines Aufwegs gefunden. Eine der Stelen trägt den Namen von Snofru, was als Hinweis dafür gesehen werden kann, dass er der Bauherr war. Welchem Zweck der Bau diente, ist allerdings unklar. Jean-Philippe Lauer nahm an, dass es sich um das ursprüngliche Grab von Königin Hetepheres I. handeln könnte, was aber aufgrund des fehlenden Kammersystems eher unwahrscheinlich ist. Andere Ägyptologen sehen die oben genannten Pyramiden als zusammenhängendes Bauprojekt an, aber auch hier herrscht über ihren Zweck keine Einigkeit.  Die Spekulationen über die Funktion der Pyramiden reichen von einer Repräsentationsstätte des Königs über eine Darstellung des Urhügels oder ein Symbol der politischen und religiösen Einheit des Landes bis hin zu Kenotaphen der königlichen Gemahlinnen.